# Festuca probatoviae
Festuca probatoviae är en gräsart som beskrevs av Evgenii Borisovich Alexeev. Festuca probatoviae ingår i släktet svinglar, och familjen gräs. Inga underarter finns listade i Catalogue of Life.